# 日立有料道路

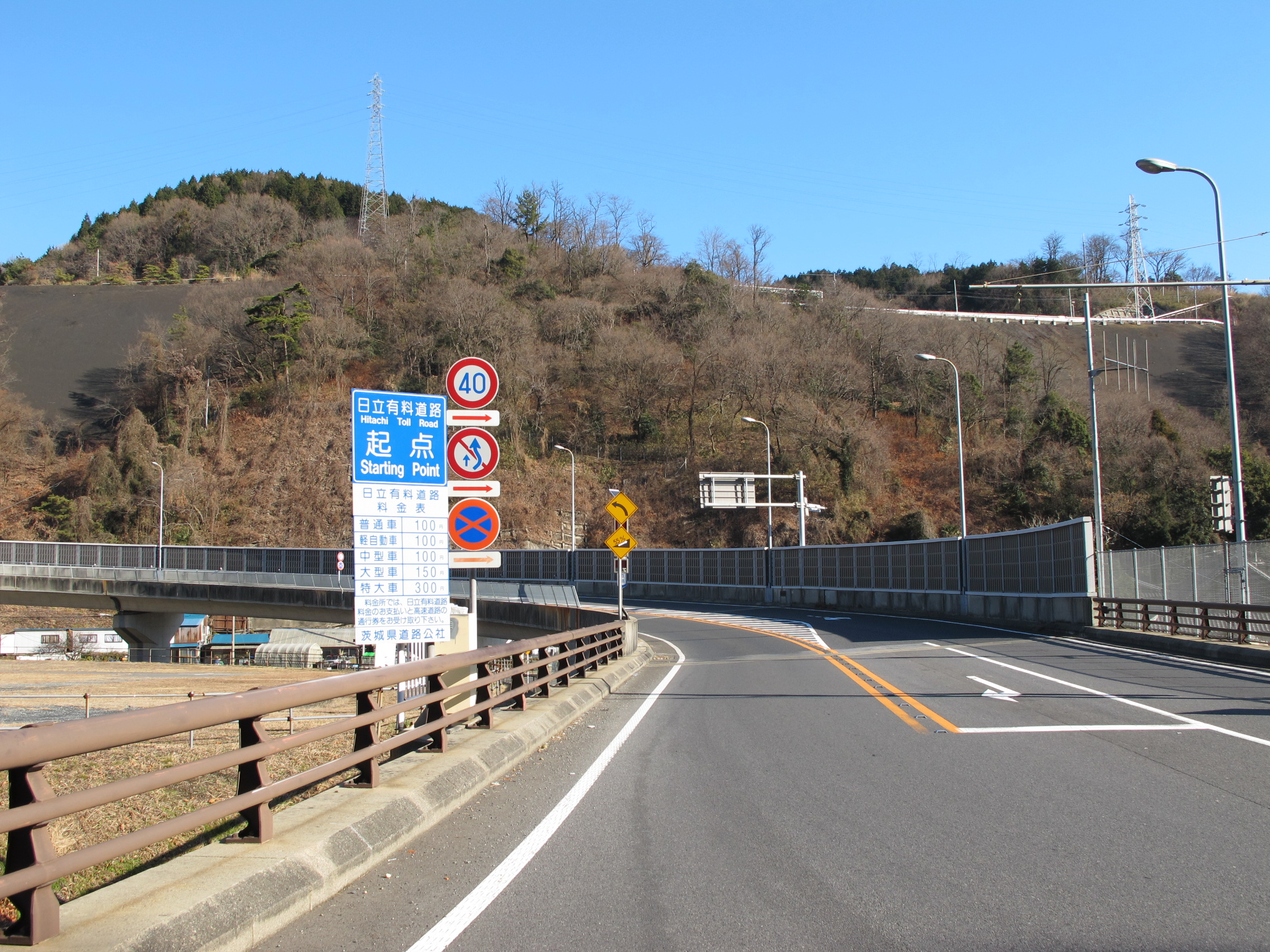
日立中央I.C入口交差点から見た日立有料道路。現地の案内標識では起点として案内されているが、茨城県道路公社公告や茨城県告示によれば正しくは終点とされる。

日立有料道路（ひたちゆうりょうどうろ）は、茨城県日立市助川町から白銀町に至る延長1.6キロメートル (km) の道路である。茨城県道66号日立中央インター線。茨城県道路公社が一般有料道路として管理している。

## 概要
日立中央IC設置に合わせ、隣接して日立中央流通団地が整備されたため、流通団地内へ分岐する道路が取り付けられている。料金所手前で分岐するので県道日立山方線と流通団地の間の通行であれば通行料は徴収されないが、日立中央ICを通過する場合は高速道路料金とは別に当道路の通行料が徴収される。
日立中央ICの料金所を抜けると、下り勾配になり日立中央流通団地からの道と合流する。合流レーンが終わると、勾配が多少ゆるやかになり、橋を渡る。このとき左手には常磐自動車道の橋が見える。橋を渡り終えると、高鈴トンネルに入る。トンネル内は若干右にカーブしている。トンネルを抜けると、遮音壁に囲まれたループ橋を半円を描きながら降りると、終点の茨城県道36号日立山方線の交点に到着する。
全区間において125cc以下の二輪車、自転車、軽車両、歩行者の通行は禁止されている。
通行料金の徴収期間は当初は供用開始から30年後の2023年10月までの予定だったが、高架橋の耐震補強工事を理由に徴収期間が10年間延長された。

### 路線データ
- 起点：日立市助川町字小平沢2824番14地先（日立中央IC）[2]
- 終点：日立市白銀町3丁目48番7地先（県道日立山方線交点＝日立中央I.C入口交差点）[2]
- 総延長：1.558 km[3]
- 重用延長：なし km[3]
- 未供用延長：なし[3]
- 実延長：1.558 km[3]
- 自動車交通不能区間延長[注釈 1]：なし[3]
- 料金徴収終了：2033年10月19日[4]

## 歴史
- 1989年（平成元年）9月21日：県道日立山方線の道路として、日立有料道路の建設工事開始[5]。
- 1993年（平成5年）
  - 5月11日：建設省から、県道日立山方線の一部が日立中央インター線として主要地方道に指定される[6]。
  - 10月19日：県道日立山方線の道路として、日立有料道路の工事が完了[1]。
  - 10月20日
    - 常磐自動車道日立中央ICの設置にあわせ供用開始。
    - 通行料金徴収開始（軽自動車等100円、普通車100円、中型車100円、大型車150円、特大車300円）。徴収期間を30年間とする[7]。
- 1994年（平成6年）4月1日
  - 起点を日立市助川町、終点を同市白銀町とする日立中央インター線（整理番号83）として県道路線認定[8]。
  - 道路の区域は、日立市助川町字小平沢日立中央インターチェンジから日立市白銀町県道日立山方線交点までに決定する[2]。
- 1995年（平成7年）3月30日：整理番号83から現在の番号（整理番号66）に変更される[9]。
- 2000年（平成12年）4月1日：全区間が、通行する車両の最大重量限度25トンの道路に指定される[10]。
- 2005年（平成17年）2月23日：日立中央料金所でETCシステム料金徴収を取り扱い開始[11]。
- 2014年（平成26年）4月1日：通行料金改定（軽自動車等100円、普通車100円、中型車100円、大型車160円、特大車310円）[12]。
- 2019年（令和元年）
  - 7月31日：通行する車両の高さの最高限度4.1 mの道路、および国際コンテナ車[注釈 2]の重量・長さ上限を引き上げる道路に指定[13]。
  - 10月1日：通行料金改定（軽自動車等100円、普通車100円、中型車100円、大型車170円、特大車320円）[14]。
- 2023年（令和5年）3月27日：料金の障害者割引率を50%以下に変更[15]。
- 2033年（令和15年）10月19日：料金徴収期間終了（予定）[4][16]。

## インターチェンジなど
- 英略字は以下の項目を示す。
- IC：インターチェンジ、JCT：ジャンクション、PA:パーキングエリア
- E6 常磐自動車道日立中央IC（IC番号11-1。JCTと兼用し、PAも併設されている）
- 日立中央流通団地出入口
- 日立中央I.C入口交差点（茨城県道36号日立山方線）